# Charles Moore (architetto)
Charles Willard Moore (Benton Harbor, 31 ottobre 1925 – Austin, 16 dicembre 1993) è stato un architetto statunitense, vincitore della Medaglia d'oro AIA nel 1991.